# Sinamorata
Sinamorata er en dvd-udgivelse fra det britiske death/doom metal-band My Dying Bride, som blev udgivet i 2005 gennem Peaceville Records. DVD'en indeholder to videoklip, to videoer lavet af My Dying Bride fans, koncert videoklip og kunstgalleri af livebilleder, bandets billeder og kunstværker lavet af fans. DVD'en har også liveoptagelser fra Hof Ter Lo i Antwerpen i november 2003.   

## Sporliste
Live i 2003 i Hof Ter Loo, Antwerpen
1. "The Dreadful Hours"  – 7:47
2. "The Raven and the Rose"  – 6:11
3. "Under Your Wings and into Your Arms"  – 5:18
4. "The Prize of Beauty"  – 6:20
5. "The Cry of Mankind"  – 6:48
6. "A Kiss to Remember"  – 7:32
7. "Catherine Blake"  – 6:28
8. "She Is the Dark"  – 8:14
9. "My Hope, the Destroyer"  – 6:45
10. "The Wreckage of My Flesh"  – 8:49
11. "Sear Me"  – 10:10
12. "The Fever Sea"  – 6:23

Videoklip
1. The Prize of Beauty  – 4:34
2. The Blue Lotus  – 7:25

Fanvideoer
1. My Wine in Silence  – 5:57
2. My Hope, the Destroyer  – 4:48

Kunst galler
1. Band billede  – 6:53
2. Fanlavet kunstværk 1  – 1:59
3. Fanlavet kunstværk 2  – 1:59